# Cyclorhagida
Ordre
Les Cyclorhagida sont un des deux ordres des Kinorhynches.
Ce sont de petits invertébrés faisant partir du meiobenthos.
On connaît près de 110 espèces dans sept familles.

## Classification
- Sous-Ordre Cyclorhagina Zelinka, 1896 
  - Dracoderidae Higgins & Shirayama, 1990
  - Centroderidae Zelinka, 1896
  - Echinoderidae Butschli, 1876
- Sous-Ordre Protorhagina Adrianov & Malakhov, 1994
  - Zelinkaderidae Higgins, 1990
  - Antygomonidae Adrianov & Malakhov, 1994
- Sous-Ordre Cryptorhagina Higgins, 1968
  - Cateriidae Gerlach 1956
- Sous-Ordre Conchorhagina Zelinka, 1907
  - Semnoderidae Remane 1936
- I.S.
  -  Wollunquaderes Sørensen & Thormar, 2010

## Publication originale
- Zelinka, 1896 : Demonstration von Taflen der Echinoderes-Monographie. Verhandlungen der deutschen zoologischen Gesellschaft, vol. 6, p. 197–199.